# 巴斯托 (華盛頓州)
巴斯托（英語：Barstow）是美国华盛顿州費里郡的一個CDP。